# لی پیس
لی گرینر پیس (به انگلیسی: Lee Grinner Pace) (زاده ۲۵ مارچ ۱۹۷۹) بازیگر آمریکایی است.

## اوایل زندگی
لی پیس شیکاگو (اوکلاهاما) زاده شد. مادرش (شارلوت کلوکلر) معلم مدرسه و پدرش (جیمز روی پیس) مهندس بود. او یک خواهر به نام سالی و یک برادر کوچکتر به نام ویلیام دارد. او چندین سال از کودکی اش را به دلیل شغل پدرش که تجارت نفت بود در عربستان سعودی سپری کرد و سپس خانواده اش به هوستون شیکاگو نقل مکان کردند.
شروع علاقه او به بازیگری و فعالیت هنری اش از دوران دبیرستان و بازی در گروه تئاتر دبیرستان هیوستن بوده‌است. به دلیل علاقه زیاد به بازیگری او مدرسه را رها کرد و به گروه‌های تئاتر خیابانی پیوست اما دوباره به مدرسه بازگشت.
سپس به مدرسه جولیارد رفت و در آنجا با بازی تئاترهایی همچون رومئو و ژولیت و آثار شکسپیر به تقویت حرفه بازیگری خود پرداخت.
در نهایت در سال ۱۹۹۷ او موفق به دریافت مدرک کارشناسی بازیگری از مدرسه هنر مدرسه جولیارد شد.

## حرفه
پس از فارغ‌التحصیلی در چند نمایشنامه برادوی از جمله:
"The Credeaux Canvas" و "The fourth sister"
ایفای نقش کرد، او همچنین در تولید تراژدی کوچک گریک لوکاس ستاره دار شد و جایزه "Alucill Lortel" را بعنوان بازیگر برجسته دریافت کرد.
اولین بازی تلویزیونی او نقشی کوچک در یکی از قسمت‌های سریال نظم و قانون بود.
اما او اولین بار در سال ۲۰۰۳ در نقش کالپرنیا آدامز در فیلم «دختر سرباز» (این فیلم براساس واقعیت بود) به رسمیت شناخته شد وی در این فیلم نقش یک دختر سرباز ترنس ایفا کرد. او دربارهٔ این فیلم می‌گوید:
«تجربه جدید و باور نکردی بود برایش قبل این فیلم او یک پسر چاق و چله از اوکلاها بود که هیچ چیز از دنیای زنانه نمی‌دانست.»
او برای این فیلم ۲۵ پوند کم کرده‌است همچنین می‌گوید هنگام بازی در این نقش پدرش دلش می‌خواست او را بکشد ولی با این حال همواره به بازی در این فیلم افتخار می‌کند او همچنین برای نقش آفرینی در این فیلم جایزه گاتهام را دریافت کرد و نامزد گلدن گلوب شد.
همچنین او توانست در فیلم سقوط ساخته تارسم سینگ که در نگاه منتقدین به‌طور یکسان فیلم بسیار خوبی بود بعنوان بازیگر نقش اول بازی کند.
سپس در فیلم لینکن ساخته استیون اسپیلبرگ نقش آفرینی کرد که همین بازی خوب او سبب شد تا نقش‌های درخشنده تری به او پیشنهاد گردد. اوج درخشش او در مجموعه فیلم هابیت ساخته پیتر جکسون بود او در این فیلم نقش تراندویل پادشاه اِلف‌های جنگلی را داشت. لی پیس در مورد این نقشش می‌گوید:
«این یک قدم واقعی از آنچه که بعنوان بازیگر انجام داده بودم بود.»
همچنین او بخاطر بازی در فیلم چوپان خوب برنده خرس نقره‌ای شد. همچنین او جز کسانی است که علاقه‌مند محیط زیست و حیوانات است بخصوص حمایت از گونه‌های گیاهی و حیوانات در حال انقراض است. لی پیس هرگز علاقه ای در بازگو کردن و آشکار کردن زندگی شخصی و عاشقانه اش برای عموم نداشته‌است.
در سال ۲۰۱۸ او عنوان کرد که از یک زن و یک مرد زاده شده‌است ولی هرگز انسان‌ها را با برچسب هویت جنسی نمی‌شناسد.
در ۵ مارس ۲۰۱۸ در حساب رسمی توییتر خود نوشت؛ خود را بعنوان عضو از جامعه کوئیر می‌بیند و خود را کوئیر می‌داند.
فیلم‌های معروف او می‌توان به بازی در هابیت: یک سفر غیرمنتظره، هابیت: برهوت اسماگ و هابیت: نبرد پنج سپاه اشاره کرد.

## فیلم‌شناسی
| فیلم | فیلم                                | فیلم            |
| سال  | نام                                 | نقش             |
| ---- | ----------------------------------- | --------------- |
| ۲۰۰۵ | کنتس سفید                           | کران            |
| ۲۰۰۶ | سقوط                                | روی واکر        |
| ۲۰۰۶ | نفرت‌انگیز                           |                 |
| ۲۰۰۶ | چوپان خوب                           | ریچارد هایس     |
| ۲۰۰۸ | خانم پتیگرو برای یک روز زندگی می‌کند | مایکل پارد      |
| ۲۰۰۹ | یک مرد مجرد                         | گرانت           |
| ۲۰۰۹ | تسخیر                               | رومان           |
| ۲۰۱۰ | هنگامی که در رم                     | برادی           |
| ۲۰۱۰ | مارمادوک                            | فیل وینسلو      |
| ۲۰۱۰ | جشن                                 |                 |
| ۲۰۱۲ | لینکلن                              | فرناندو وود     |
| ۲۰۱۲ | گرگ‌ومیش: سپیده‌دم - قسمت دوم         | گرت             |
| ۲۰۱۲ | هابیت: یک سفر غیرمنتظره             | تراندوئیل       |
| ۲۰۱۳ | هابیت: نبرد پنج سپاه                | تراندوئیل       |
| ۲۰۱۴ | نگهبانان کهکشان (فیلم)              | رونان متهم      |
| ۲۰۱۴ | هابیت: برهوت اسماگ                  | تراندوئیل       |
| ۲۰۱۵ | طرح                                 | بیل استاپلتون   |
| ۲۰۱۷ | نگه‌داشتن ساعت‌ها                     | مارک بنت        |
| ۲۰۱۷ | کتاب هنری                           | دکتر دیوید دنیل |
| ۲۰۱۹ | کاپیتان مارول                       | رونان متهم      |
| ۲۰۱۹ | فرزند آب‌وهوا                        | کیساک سوگا      |